# 李尚志
李尚志（1947年6月29日—），男，四川内江人，中国数学家，曾任中国科学技术大学数学系主任，北京航空航天大学理学院院长，北京航空航天大学数学与系统科学学院院长。

## 生平
李尚志1947年出生于四川省内江市。1965年考入中国科学技术大学数学系。期間遇上文革，故毕业后在大巴山工作八年，曾任小学音乐教师。
撥亂反正后考取中国科学技术大学研究生（中国大陆首批）。1982年于中国科学技术大学获博士学位，是中国自己培养的首批18名博士之一。是教育部首批国家级教学名师。主持三门国家级精品课程。
2004年任教于北京航空航天大学，出任北京航空航天大学理学院院长。